# Họ Hải cẩu thật sự
Họ Hải cẩu thật sự, hay còn gọi là họ Chó biển, hoặc hải cẩu không vành tai (hoặc vô nhĩ hay tai trần) (Phocidae) là một trong ba nhóm động vật có vú chính của nhánh động vật chân màng (Pinnipedia), Phân bộ Dạng chó (Caniformia), Bộ Ăn thịt (Carnivora). Tên gọi "vô nhĩ" bắt nguồn từ đặc điểm chung không có vành tai ngoài mà chỉ có lỗ tai trần của các loài này, một đặc điểm làm cho chúng khác biệt so với các loài hải cẩu khác. Đôi khi chúng được gọi là hải cẩu trườn (crawling seal) để phân biệt với hải cẩu lông và sư tử biển (họ Otariidae) do đặc điểm tứ chi không nâng đỡ nổi cơ thể nên phải lết khi di chuyển trên đất liền.
Chúng sinh sống ở các đại dương của cả hai bán cầu, với trường hợp ngoại lệ như các loài hải cẩu thầy tu nhiệt đới, hầu hết chỉ giới hạn ở những vùng khí hậu vùng cực, cận cực và ôn đới. Hải cẩu Baikal là loài duy nhất trong họ này sống ở nước ngọt. Họ này gồm khoảng 13 chi với 20 loài nằm trong 2 phân họ và 4 tông.

## Phân loại
Họ Phocidae gồm 13 chi còn sinh tồn và 2 chi tuyệt chủng:
- Cystophora (hải cẩu trùm đầu)
- Erignathus (hải cẩu râu)
- Halichoerus (hải cẩu xám)
- Histriophoca (hải cẩu ruy băng)
- Hydrurga (hải cẩu báo)
- Leptonychotes (hải cẩu Weddell)
- Lobodon (hải cẩu ăn cua)
- Mirounga (chi Hải tượng)
- Monachus (hải cẩu thầy tu)
- Ommatophoca (hải cẩu Ross)
- Pagophilus (hải cẩu Greenland)
- Phoca (hải cẩu cảng biển)
- Pusa (hải cẩu Baikal)
- †Afrophoca
- †Neomonachus

## Hình ảnh

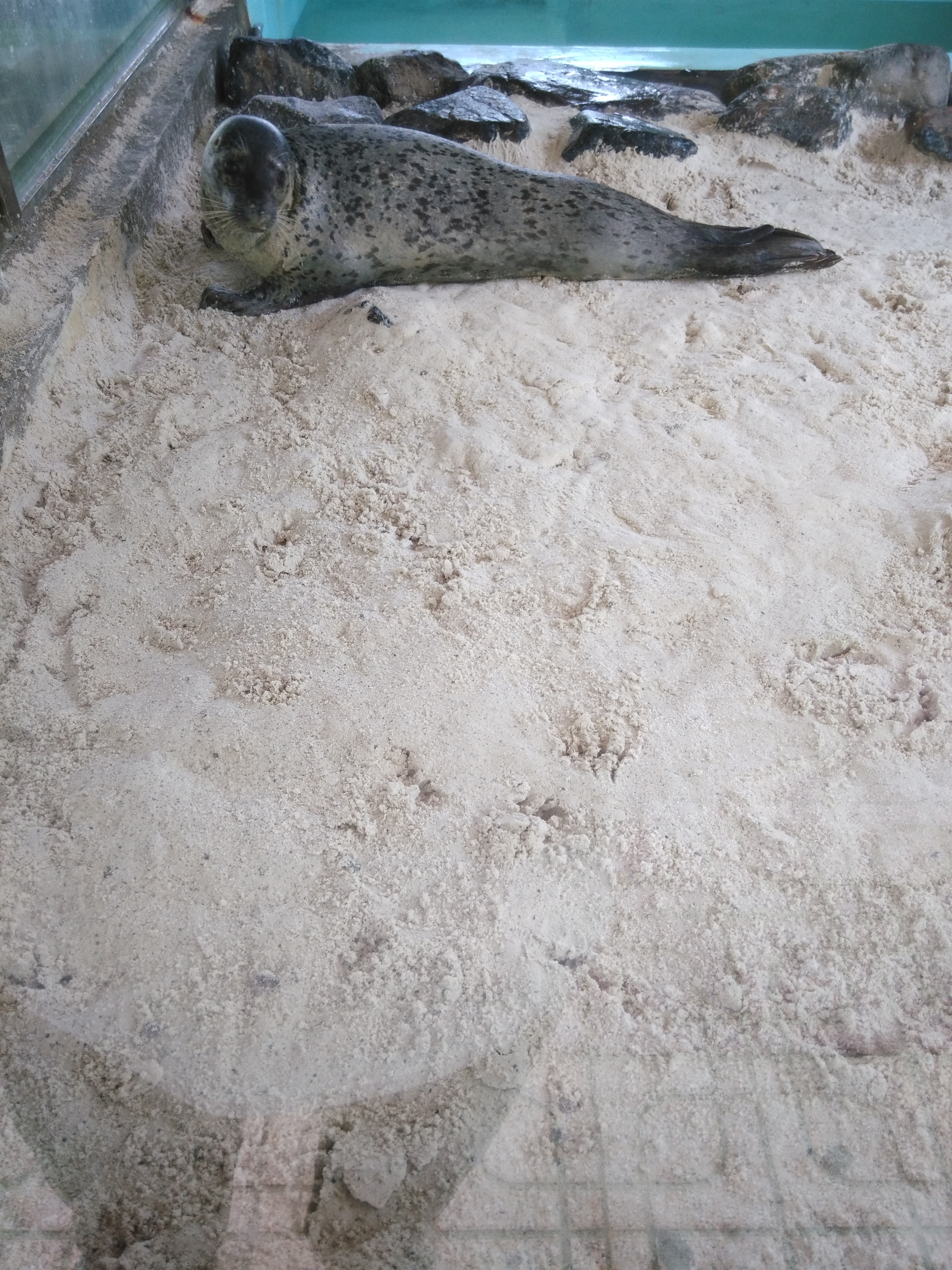
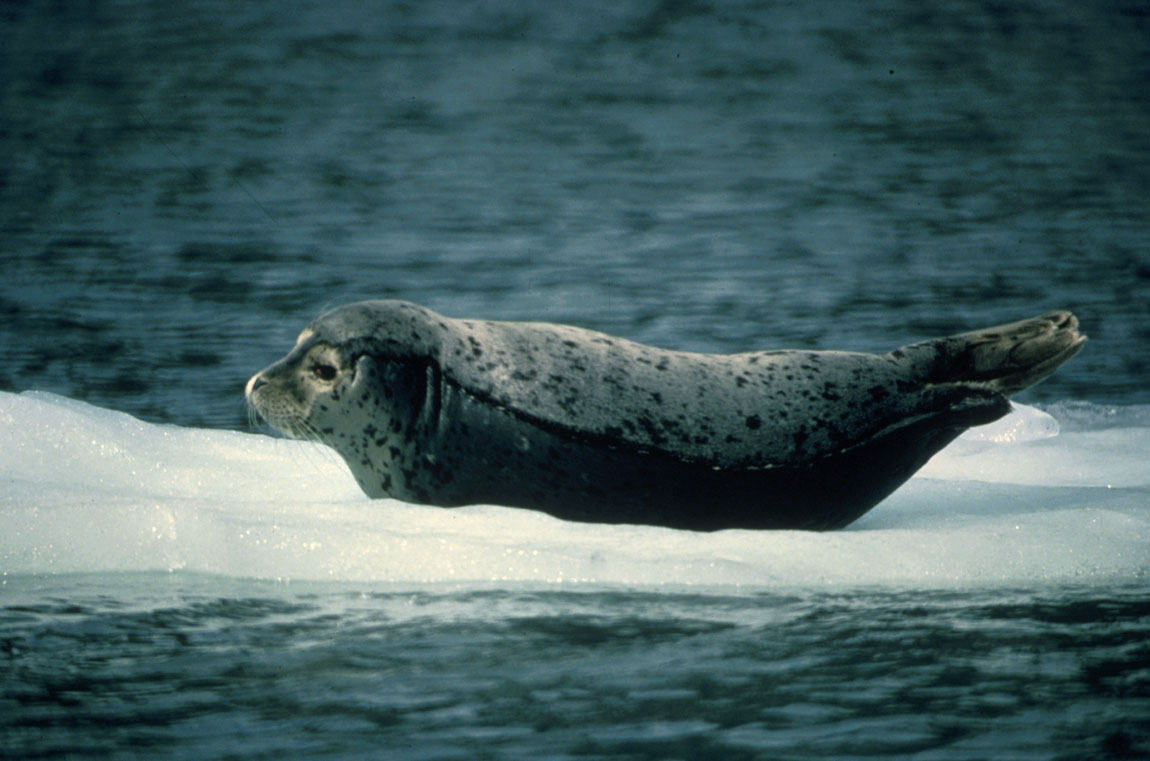
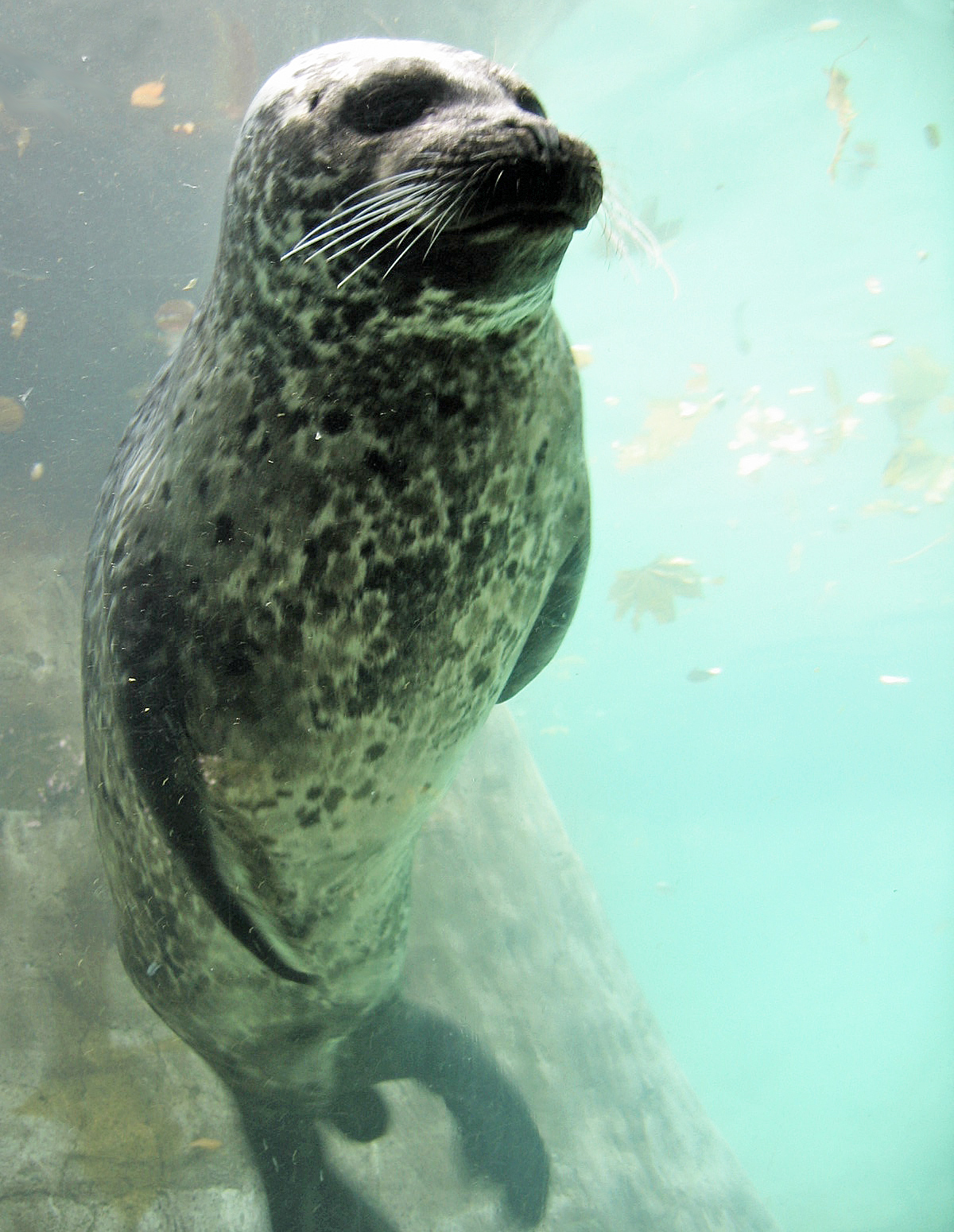